# Konalga, Çatak
Konalga là một xã thuộc thành phố Çatak, tỉnh Van, Thổ Nhĩ Kỳ. Dân số thời điểm năm 2011 là 1.318 người.